# Перевёрнутые асаны
Перевёрнутые асаны (антигравитационные асаны, королевские асаны хатха-йоги) — асаны, при которых положение таза находится выше головы.

## Медицинский аспект асан
Выполнение перевёрнутых асан приводит в действие защитные реакции организма в виде сокращения стенок мозговых сосудов (эффект Остроумова—Бейлиса). Линейная, но не объемная, скорость кровотока при этом резко увеличивается. Вернувшись в нормальное положение, человек отмечает прояснение сознания, снятие усталости, появление бодрости.

### Общие противопоказания
Все перевернутые асаны противопоказаны при гипертонической болезни, выраженном атеросклерозе, заболеваниях сердца. Также выполнение перевернутых асан не рекомендуется, если у практикующего были травмы позвоночника, есть боли в спине, шее, либо ощущается дискомфорт в области горла, щитовидной железы. Строго запрещены перевернутые асаны при онкологических заболеваниях и любых опухолях мозга. Девушкам и женщинам во время менструаций не следует выполнять перевернутые асаны. Приступать к этим упражнениям нужно очень осторожно, лишь постепенно увеличивая время их выполнения.

## Випарита Карани

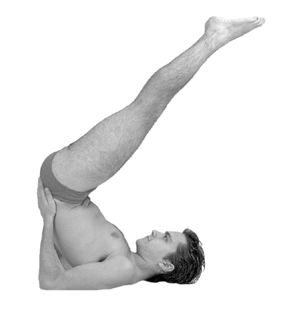
Випарита Карани мудра

Випарита-карани (англ. Viparita Karani, дев. विपरीत करण्यासन IAST: viparīta karaṇyāsana) — мудра в хатха-йоге, которая считается одной из основных мудр (асан). Випарита Карани Мудра относится к «перевернутым» асанам.

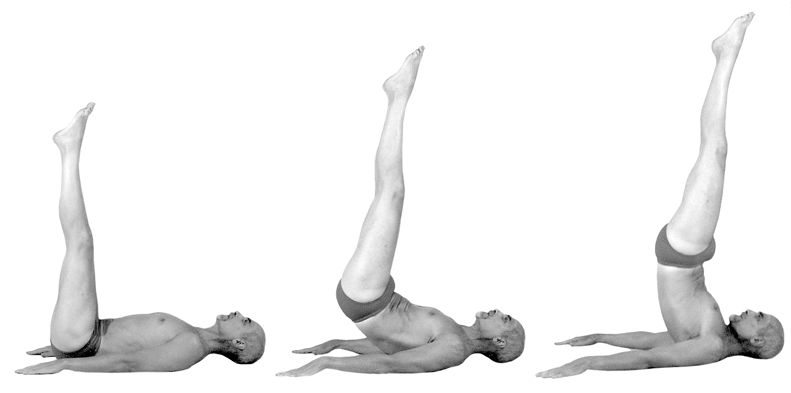
Випарита Карани асана

### Техника исполнения
1. Ложитесь на спину. Ноги вместе, вытянуты вперед. Руки прямые, лежат вдоль тела ладонями вниз.
2. На выдохе поднимаете ноги, сначала вертикально, потом отрывая тазобедренный сустав от пола, под углом 60 гр. и нижнюю часть тела под углом 45 гр. Верхняя часть лопаток касается пола. Пальцы ног находятся чуть дальше уровня головы.
3. Сгибаете руки в локтях и ладонями подпираете таз. Если положение принято правильно, то угол между предплечьем и плечом будет 90 гр.
4. Задерживаясь в этом положении, дыхание спокойное, животом через нос.
5. Ноги опускаете чуть ниже за голову, убираете руки и не спеша, спокойно опускаете тело, затем ноги также опускаются вниз, принимая исходное положение.

### Медицинский аспект асаны
- Противопоказания: высокое артериальное давление. Гиперфункция щитовидной железы. Серьёзные заболевания сердца. Слабые сосуды головного мозга. Отслоение сетчатки глаза.

## Ширшасана
Ширшасана (дев. शीर्षासन, IAST: Śīrṣāsana) — стойка на голове в Хатха-йоге.

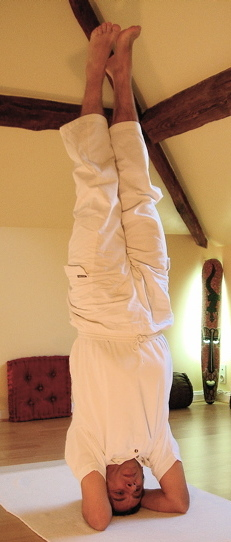
Ширшасана

### Йогический аспект асаны
Йоги считают, что эта асана обладает многими положительными эффектами. В этих же текстах отмечается, что голова человека — центр его саттвических способностей, определяющих понимание; туловище — центр свойств раджаса, определяющих страсти, эмоции и действия; ниже диафрагмы сосредоточены свойства тамаса, управляющие чувственными удовольствиями.

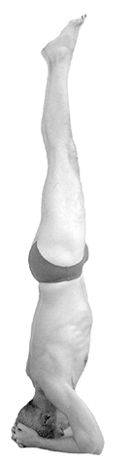
Ширшасана

«Если контролируется семя и если его заставляют течь вверх, в головной мозг, с помощью чистых мыслей … и таких мудр как … ширшасана, ум автоматически контролируется.»— Свами Шивананда Сарасвати. "Практика карма йоги"

### Медицинский аспект асаны
Данный эффект присущ и сарвангасане  — простая для выполнения, но не менее эффективная, а за счёт намного более устойчивой позиции пригодна для медитации, выполняемой параллельно с асаной.

## Сарвангасана
Сарвангасана (в европейском варианте поза Свечи, дев. सर्वाङ्गासन,IAST: sarvāṅgāsana — «все части тела») — стойка на плечах в хатха-йоге. Одна из наиболее полезных из всех асан. Сарвангасана — королева всех асан. Если Ширшасана развивает мужские качества — силу воли, остроту ума и ясность мышления, то Сарвангасана развивает женские качества терпения и эмоциональной устойчивости. Она считается матерью асан.

### Медицинский аспект асаны
Асана положительно влияет на такие основные железы внутренней секреции, как гипофиз, шишковидная железа (эпифиз), щитовидные и паращитовидные железы, управляющие другими эндокринными железами
благотворно действует упражнение на сердечно-сосудистую систему — за счёт того, что Сарвангасана даёт отдых сердцу и воздействует на вилочковую железу (тимус). Благодаря крепкому замку, который образует подбородок, щитовидная и паращитовидная железы получают обильное кровоснабжение, чем увеличивается их эффективность в поддержании тела и мозга в хорошем равновесии. Поскольку голова очень устойчива из-за замка, образованного подбородком, нервы успокаиваются, мозг также и головные боли исчезают. Такие распространённые заболевания, как простуда, насморк, излечиваются практикой этой асаны. Кроме того, упражнение уменьшает риск заболевания ангиной, бронхитом, ринитом, респираторными инфекциями. Сарвангасана укрепляет печень, оздоравливает и очищает почки. Поза оказывает большую помощь при анемических состояниях. Сарвангасана служит эффективной профилактикой варикозного расширения вен. Сарвангасана оказывает корригирующее воздействие при нарушениях деятельности мочевыделительной системы, смещении матки и менструальных нарушениях.
- Противопоказания:[2]

высоком артериальном давлении; артериосклерозе; при повреждении шейных позвонков или смещении межпозвонкового диска; болевых ощущениях в области шейного отдела позвоночника и плечевого пояса; отите; синусите; офтальмии; мигрени или сильных головных болях; менструации; беременности; расстройстве желудка; заболеваниях щитовидной железы (зоб), сердца, печени и селезёнки.

### Модификация асаны
- Саламба Сарвангасана — сарвангасана с опорой.

- Экападаширша сарвангасана — нога в сарвангасане согнута в колене.

- Падма сарвангасана — сарвангасана в позе лотоса.

- Халасана (дев. हलासन,IAST: halāsana) — «Хала» на санскрите означает «плуг». Эта поза названа «халасаной» потому, что в заключительном положении этой асаны тело напоминает индийский плуг.[4]

## Депада пидам
Депада пидам — стойка полумост в хатха-йоге. Модификация асаны пидам. Техника выполнения: лечь на спину и вытянуть кисти вдоль тела. Ноги согнуть в коленях и упереться пятками в пол. поднять таз вверх на сколько возможно и перенести вес тела на кисти. Плечи подвернуть под себя, а голову, шею и тело расслабить. Удерживайте позу от 30 секунд до 2-3 минут.

## Пинча маюрасана
Пинча маюрасана (Поза павлиньего пера, дев. मयूरासन ,IAST: mayūrāsana) — стойка на локтях в хатха-йоге, модификация асаны маюрасаны.

Когда приближается сезон дождей, павлины танцуют. Они поднимают обычно опущенные хвостовые перья, расправляя их веерообразно. Эта асана, в которой ноги и туловище подняты и вес тела удерживается на ладонях и предплечьях, напоминает позу павлина, приготовившегося танцевать— Б.К.С. Айенгар. «Прояснение Йоги».
В этой асане главное баланс и равновесие. В этой позе руки должны находиться на ширине плеч, а плечи должны быть строго над локтями.